# Шнека

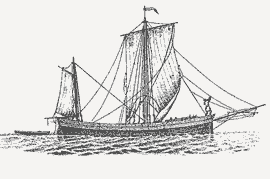
Русская шняка середины XIX века.

Шне́ка, шнек или шня́ка — парусно-гребное судно и рыбопромышленая морская лодка, поменьше ло́дьи, род ка́рбаса.
Название судна имеет два значения:
1. Судно скандинавских народов в XII−XIV веках. Преимущественно использовалось для набегов. Корабль был похож на дракар, но имел меньшие размеры. Имело одну или две мачты с прямыми парусами и 15 — 20 пар вёсел. Вмещало до 100 человек.
2. С XI по XIX века поморско-новгородское парусно-гребное рыбацкое судно. Плоскодонное, беспалубное (палуба, — «чердаки», — имеется только на носу и на корме[4]), с одной — двумя мачтами высотой до 6 метров, с прямым или шпринтовым парусом. Вторую мачту с гафельным парусом, а также кливер имели шнеки, увеличенные по грузоподъёмности за счёт нашивания фальшборта (рис.). Длина шнеки составляла 7 — 12 метров, ширина 2 — 2,5 метра, осадка 0,6 — 0,8 метров. Грузоподъёмность 2,5 — 4 тонны, экипаж всегда 4 человека: кормщик, тяглец, вёсельщик, наживочник[3].

На Мурмане преобладающим типом промыслового судна являлась — «шняка», тяжёлая беспалубная лодка с одной мачтой и одним прямым парусом. Применялась для рыбных промыслов трески, пикши, зубатки, сайды, палтуса. Так для промысла сайды большими четыреугольными сетями, соединяли по четыре шняки. В архангельском крае суда, шняки и кочмары сшивались не гвоздями, а вицами из можжевеловых корней, поэтому суда, шняки и кочмары назывались ещё ви́чанками. Позже, на севере Союза ССР, вичанкой назывались большая лодка, распространенная преимущественно в Архангельской губернии.
Археологический эксперимент по строительству поморской шняки традиционным способом был предпринят в 2001 — 2004 годах М .Л. Наймарком. В настоящее время воссозданная таким образом шняка находится в коллекции Соловецкого морского музея.